# Antiguitat (objecte)

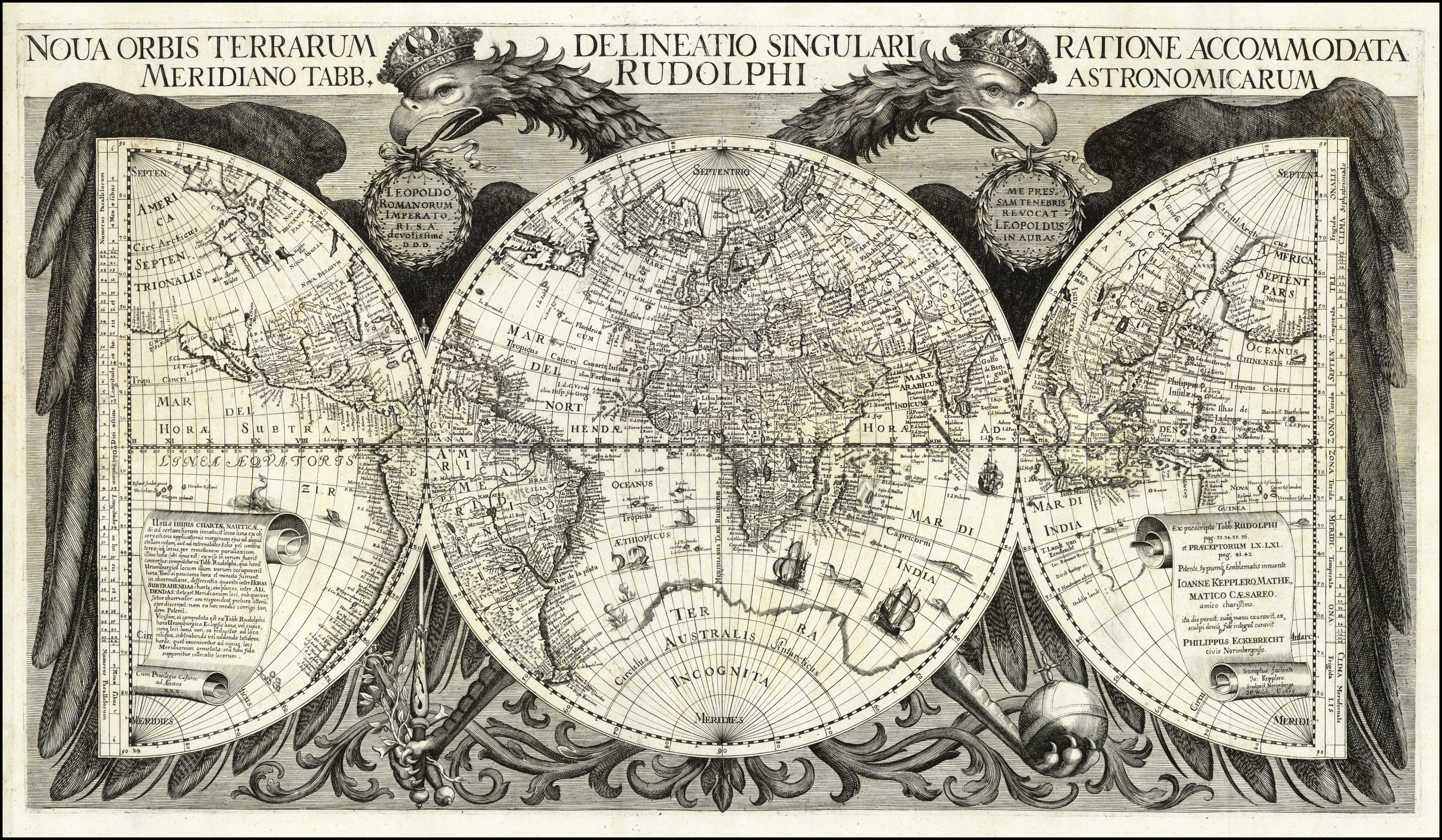
Mapa antic

Una antiguitat és un objecte que ha assolit una edat que el fa testimoni d'una era anterior a la societat humana.

## Característiques
Les antiguitats són en general els objectes que demostren un cert grau d'artesania, o certa atenció al disseny, tal com un escriptori o un dels primers automòbils.
En una societat consumista, una antiguitat és per damunt de tot un objecte que per ésser de construcció i edat singulars o ha caigut e] desús, se li dona un valor superior als objectes similars i de fabricació més recent.
Qualsevol museu històric fa un ús considerable d'antiguitats per il·lustrar esdeveniments històrics i donar-los un context pràctic.

## Comerç
Les antiguitats es compren en general als antiquaris, al mercat negre, clandestí, o sobre manera a través de pàgines web dedicades a la publicació d'avisos de compra i venda d'antiguitats. Algunes antiguitats valuoses es poden comprar a les subhastes, com ara Sotheby's o Christie's.